# Kemba Nelson
Kemba Nelson (Montego Bay, 21 agosto 2000) è una velocista giamaicana.

## Carriera
Nel 2022 ha vinto la medaglia d'argento nella staffetta 4×100 m ai Mondiali di Eugene. Nello stesso anno ha vinto, nella medesima disciplina, anche la medaglia di bronzo ai Giochi del Commonwealth, poi diventata d'argento dopo la squalifica della nigeriana Nzubechi Grace Nwokocha, che aveva concluso la prova al primo posto assieme alla sua nazionale.

## Palmarès
| Anno | Manifestazione          | Sede       | Evento      | Risultato  | Prestazione | Note                          |
| ---- | ----------------------- | ---------- | ----------- | ---------- | ----------- | ----------------------------- |
| 2019 | Campionati NACAC U23    | Queretaro  | 100 m piani | 8ª         | 13"75       |                               |
| 2019 | Panamericani U20        | San José   | 100 m piani | Finale     | dns         |                               |
| 2022 | Mondiali                | Eugene     | 100 m piani | Semifinale | 11"25       |                               |
| 2022 | Mondiali                | Eugene     | 4×100 m     | Argento    | 41"18       | Miglior prestazione personale |
| 2022 | Giochi del Commonwealth | Birmingham | 4×100 m     | Argento    | 43"08       |                               |
| 2024 | Olimpiadi               | Parigi     | 4×100 m     | 5ª         | 42"29       |                               |